# Національний парк Упемба
Національний парк Упемба ( фр . Parc national d'Upemba ) — великий національний парк у Верхньому Ломі, провінціях Луалаба та Верхня Катанга на південному сході Демократичної Республіки Конго.

## Історія
На момент створення 15 травня 1939 року, площа парку становила 17,730 км². Це був найбільший парк в Африці. У липні 1975 року межі парку були переглянуті, і сьогодні парк має площу 11,730 км². 
Його північна частина розташована в западині Упемба, — пишній озерній місцевості, включаючи однойменне озеро Упемба, і межує з річкою Луалаба. Його більш висока частина знаходиться в сухих горах плато Кібара.
У парку є кілька сіл. Великою проблемою для парку є браконьєрство та місцеві бойовики. 28 травня 2004 року штаб-квартира парку в Лусінзі зазнала нападу ополченців Май Май. Було вбито кількох лісників із родинами, штаб спалено, а сім’ю головного наглядача взято в заручники.
1 червня 2005 року захисники парку отримали нагороду за охорону природи імені Авраама за роль у захисті багатого біорізноманіття басейну річки Конго.
У січні 2023 року збройні сили Демократичної Республіки Конго розпочали операцію проти повстанців Май Май Ката Катанга, які переховувалися в національних парках Кунделунгу та Упемба.

## Середовище існування
Середовище існування парку складається з афромонтанських луків і лісів у горах Кібара, лісів Міомбо та тропічних лісів, боліт, водно-болотних угідь, озер і струмків із прибережними зонами на нижчих висотах. Тут проживає близько 1800 різних видів, деякі з них відкриті лише у 2003 році.
Максимальна глибина озера Упемба становить лише 3,2 метра. Рівень води в озерах високий з березня по червень і низький з жовтня по січень. Багато водойм у цьому районі оточені великими болотами та порослі папірусом, нільським салатом і водяним горіхом.

## Фауна
Система озер, річок, боліт і водно-болотних угідь підтримує різноманітну фауну риб. Тут зафіксовано понад 30 видів Cyprinidae, Mormyridae (також відомих як прісноводні риби-слони), Barbus, Alestidae, Mochokidae і Cichlidae.
Серед птахів, які зустрічаються у парку є кілька видів, яким загрожує зникнення або знаходяться під загрозою зникнення, наприклад китоголов, журавель білошиїй і плямистий дрізд.